# Patty e Selma
Patricia Maleficent "Patty" Bouvier e Selma Bouvier-Terwilliger-Hutz-McClure-Discotheque-Simpson-D'Amico (nascida Bouvier /ˈbuːvieɪ/ BOO-vee-ay) são personagens fictícias da sitcom de animação americana Os Simpsons. Elas são gêmeas idênticas e são dubladas por Julie Kavner, que também dubla sua irmã, Marge. Patty e Selma, ambas fumantes inveteradas com voz rouca, trabalham no Departamento de Veículos Motorizados de Springfield. Elas não gostam muito do cunhado, Homer Simpson, que também as detesta. Selma, dois minutos mais velha, anseia pela companhia masculina e teve vários casamentos breves e condenados, e ela mesma ofereceu ajuda de alguma forma a Marge e Homer enquanto inveja seu relacionamento amoroso; ela recebe ocasionalmente apoio compassivo de Homer, que até se passa por seu marido para ajudá-la a adotar uma criança. Patty é uma lésbica inicialmente enrustida que abraça o celibato até começar a namorar mulheres. Kavner as expressa como personagens que "sugam a vida de tudo". Patty e Selma estrearam no primeiro episódio dos Simpsons, "Simpsons Roasting on an Open Fire", que foi ao ar em 17 de dezembro de 1989.

## Semelhanças e diferenças de aparência
Por serem gêmeos, os dois têm aparência semelhante, mas existem várias maneiras fáceis de distingui-los, incluindo:
- Penteado: Patty tem cabelo afro, enquanto o cabelo de Selma é repartido ao meio.
- Patty e Selma mostrando a cor real do cabelo para sua irmã mais nova, Marge (episódio "The Blue and the Grey").
- Traje: Patty usa um vestido rosa de mangas curtas e sapatos rosa, enquanto Selma usa um vestido azul sem mangas com bainha e sapatos azuis.
- Joias: Patty usa brincos triangulares azuis ou laranja e contas esféricas conectadas por um cordão visível, enquanto Selma usa brincos circulares laranja ou roxos (ocasionalmente brincos em forma de "S" nos primeiros episódios) e contas elípticas presas umas às outras.
- Ambos se parecem com seu pai Clancy Bouvier, fumante inveterado, que apareceu em um flashback do episódio "The Way We Was".

No episódio "The Blue and the Gray", é revelado que Selma é na verdade loira, enquanto Patty é ruiva. Seus cabelos ficaram cinza-azulados devido à exposição prolongada à fumaça e às cinzas do cigarro.

## Biografia
Raramente vistas separadas, Patty e Selma são conhecidas por suas vozes graves e distintas, visão cínica da vida, personalidades amargas e desagradáveis e amor pelos cigarros. Eles dividem um apartamento no complexo de apartamentos Spinster City e ambos trabalham no DMV. Os dois são fãs ávidos, às vezes maníacos, da série de TV MacGyver. As duas parecem ficar excitados com o personagem e fumam um cigarro após cada exibição do show. Quando Jay Sherman, seguindo o conselho de Homer, disse a Patty e Selma que MacGyver é gay, elas o despiram apenas de cueca boxer e o penduraram na sarjeta. Na véspera do casamento de Selma com Sideshow Bob, ele insultou MacGyver e o casamento quase foi cancelado. Selma e Patty conheceram uma vez o ator que interpretou MacGyver, Richard Dean Anderson, e o sequestraram. Patty e Selma passaram muitas férias juntas em vários lugares, incluindo a Checoslováquia e o Mar Morto, onde Selma afundou quando tentou flutuar de costas. Patty e Selma também trouxeram para casa "lembranças" de suas férias, incluindo uma fronha cheia de conchas de sua viagem a Sulphur Bay, que forçaram a família a ajudá-las a limpar e organizar. Eles afastaram Richard Dean Anderson mostrando-lhe slides de sua viagem ao Remington Carriage Museum em Cardston, Alberta.
Patty e Selma têm uma antipatia forte e recíproca por seu cunhado Homer. Eles lamentam que Marge tenha escolhido Homer em vez de seu ex-namorado Artie Ziff e tentaram, sem sucesso, ajudar Artie a reconquistá-la. No entanto, Marge deixou claro para suas irmãs que ama Homer e que não há nada que elas possam fazer para fazê-la mudar de ideia. Homer geralmente tenta ser educado com eles por respeito a Marge, mas Patty e Selma não escondem o desprezo por ele. Eles demonstraram pouca preocupação quando Homer sofreu um ataque cardíaco. Enquanto ele estava passando por uma cirurgia de ponte de safena, eles tentaram armar para Marge um homem desprezível chamado Andre. Eles possuem uma lápide com o epitáfio "Homer J. Simpson. Somos mais ricos por tê-lo perdido" e a usam como mesa de centro, espetam alfinetes em um boneco de vodu que se parece com Homer e até encomendaram um outdoor pedindo aos eleitores que despejassem Homer de Springfield. Quando Homer pensou em suicídio, eles o encorajaram a ir em frente e o empurraram para fora da ponte, embora isso fosse na verdade parte de uma conspiração dos habitantes da cidade para trazer Homer para sua festa surpresa em um navio de cruzeiro. Patty também deu ao drogado Otto Mann uma carteira de motorista devido à antipatia mútua por Homer, e ela e Selma reprovaram deliberadamente em Homer no teste de motorista de limusine, mas a vitória por fumar quase lhes custou o emprego até que Homer interveio. Certa vez, eles sequestraram Homer antes do terceiro casamento dele com Marge e o prenderam em um porão na esperança de que Marge encontrasse outra pessoa. Comovidos às lágrimas por sua óbvia devoção a Marge, eles o deixaram ir e pagaram pela cerimônia de casamento para evitar serem denunciados por Bart e Lisa. De sua parte, Homer os considera a "Dupla Horrível" ou "Fatty e Smellma" e ficou encantado quando (erroneamente) soube que eles haviam morrido.
Quando crianças, Patty e Selma eram aparentemente dominadoras em relação a Marge e ridicularizavam sua ambição de se tornar astronauta. Em troca da mesada, Marge costumava fazer tarefas para eles. O tempo livre que tinham agora levou-os a começar a fumar. Quando adultos, os gêmeos Bouvier têm um relacionamento amigável com a irmã e parecem muito protetores com ela, por isso visitam frequentemente os Simpsons. Eles parecem gostar bastante das sobrinhas e do sobrinho, mas parecem gostar mais deles quando são jovens, como um deles comenta: "Quanto mais velhos ficam, mais fofos não são". Ocasionalmente, eles tomam conta de Bart, Lisa e Maggie, algo que as crianças não apreciam. Bart e Lisa ficaram traumatizados quando tiveram que ficar com as tias por uma semana, enquanto Marge, estressada, partiu para Rancho Relaxo. Maggie conseguiu tomar medidas evasivas e, em vez disso, ficou com Homer.

### Patty Bouvier
Patricia Maleficent Bouvier é a mais nova das duas. Apesar das semelhanças entre ela e Selma, Patty está mais cansada do que a irmã, principalmente nos relacionamentos. Certa vez, Marge disse que Patty escolheu uma vida de celibato e que Selma foi imposta a ela. Sua decisão de não ter relacionamentos foi implícita devido à sua sexualidade então enrustida. Dicas anteriores de sua sexualidade enrustida também foram mostradas em alguns dos episódios anteriores da série, quando ela estava relutante em namorar o Diretor Skinner em Principal Charming; em "Treehouse of Horror III", ao ver Homer nu, ela afirmou que a experiência destruiu "o último fio remanescente de minha heterossexualidade". Geralmente, Patty é mais hostil com Homer do que Selma. No entanto, quando Patty se revelou lésbica, ela encontrou um apoiador surpreendente em Homer (em contraste com Marge, que a princípio ficou surpresa e irritada com isso), e engoliu seu orgulho e pediu-lhe que realizasse sua cerimônia de casamento. Eles também se uniram para tentar destruir o relacionamento crescente entre Selma e o pai de Homer, Abe. Patty também se juntou ao grupo de Homer para escrever um romance original de ficção de fantasia e também para impedir que seu romance fosse substituído por uma versão drasticamente renovada pela editora de livros. Em um episódio, onde Patty ficou na casa dos Simpson durante uma briga com Selma, apesar da relutância de Homer, Patty admitiu em particular para Homer que ela só zomba dele porque tem ciúmes dele ter um casamento e uma família bem-sucedidos com Marge, enquanto tudo o que ela tem é Selma, deixando Homer grato por ela ter aberto, ainda que brevemente, uma janela de gentileza.

#### Relacionamentos
O único relacionamento conhecido de Patty com um homem envolvia o Diretor Skinner. Em um encontro às cegas arranjado por Homer, Skinner deveria se apaixonar por Selma, mas ele notou Patty primeiro e se apaixonou por ela. Eles namoraram por um tempo, embora Patty muitas vezes mostrasse sinais de relutância por meio de coisas como expressões faciais infelizes e recusasse sua proposta de casamento, alegando que ela era muito devotada a Selma para abandoná-la. No entanto, ela considerou Skinner um cavalheiro e encerrou o relacionamento com as palavras "Boa noite, doce diretor". Assim como Selma, Patty também tem uma fixação de longa data por MacGyver, embora esse aspecto de sua personalidade tenha sido minimizado em episódios posteriores.
Patty foi revelada lésbica no episódio "There's Something About Marrying" da 16ª temporada, que segue Homer Simpson quando ele é ordenado a realizar casamentos entre pessoas do mesmo sexo. O produtor Al Jean anunciou que um personagem seria lançado antes da exibição do episódio, gerando especulações generalizadas. Patty era a personagem que os fãs mais suspeitavam que iria aparecer. O episódio foi ao ar em 2005, quando o casamento entre pessoas do mesmo sexo era uma questão política importante nos Estados Unidos. A medida foi controversa, provocando indignação dos oponentes ao casamento entre pessoas do mesmo sexo. O colunista de entretenimento Ray Richmond creditou a saída de Patty como um marco significativo para o movimento pelos direitos dos homossexuais, pois provou que o movimento era proeminente o suficiente para aparecer em um episódio de uma comédia popular.
Depois de se assumir lésbica, Patty exclama "dá para ver do espaço!". Houve muitos indícios anteriores de sua sexualidade: ela foi vista visitando uma casa burlesca; ela exclamou (ao ver Homer nu) "Lá se vai o último fio remanescente da minha heterossexualidade"; ela foi vista escondida em um armário com Smithers em um carro alegórico durante uma parada do orgulho gay. Em outro aceno ao fato de a sexualidade de Patty ser óbvia, Homer brincou sarcasticamente: “Aqui está outra bomba para você, Marge: eu gosto de cerveja!” quando Marge ficou chocada com a revelação.
Patty cortejou um professor titular da Universidade Yale para longe de seu marido e também se sentiu atraída por Edna Krabappel. Quando Selma alegou que não poderia enfrentar a prisão, Patty respondeu que sim, insinuando que acolheria bem um ambiente exclusivamente feminino. O primeiro relacionamento sério de Patty com uma mulher foi com Veronica, uma jogadora profissional de golfe. Mais tarde, foi descoberto por Marge e revelado durante o casamento de Patty que Veronica era na verdade um homem disfarçado. O próximo relacionamento sério de Patty com uma mulher foi com Evelyn, que rapidamente se relacionou com Homer por causa de características semelhantes durante uma viagem à Costa Rica. Quando Marge apontou que Evelyn estava arruinando a viagem e era uma versão feminina de Homer, Patty horrorizada terminou com ela. No entanto, quando Marge, arrependida, pediu desculpas a Patty e garantiu-lhe que a diferença entre Homer e Evelyn era que Evelyn realmente a amava, Patty decidiu se reconciliar com Evelyn.

### Selma Bouvier
Selma Bouvier é dois minutos mais velha que Patty. Devido a um acidente com um foguete na infância, ela não tem sentido de paladar ou olfato. De acordo com Marge, Selma "gosta de filmes de Police Academy e de estatuetas de Hummel, e de caminhar pelo parque em dias claros de outono". Em contraste com sua irmã gêmea, Selma anseia por companhia masculina e filhos. Ela também é um pouco mais simpática com Homer do que com Patty. Selma ajudou a reunir Homer e Marge depois de ver o quão chateada Marge estava sem ele, apesar de um acordo com Patty para não dizer nada. Homer foi solidário com ela quando ela desabou após uma viagem desastrosa a Duff Gardens com Bart e Lisa, comentando "Eu simplesmente não consegui parar hoje", referindo-se à criação dos filhos. Homer também concordou em se passar por marido de Selma para ajudá-la a adotar um bebê da China. Durante a separação experimental de Homer e Marge, quando Marge saiu com outra pessoa, Selma ligou para Homer e se ofereceu para ajudá-lo a salvar o casamento, mas ficou frustrada quando Homer a confundiu com Patty por telefone.
Incapaz de encontrar companhia num homem, Selma também procurou ter filhos. A certa altura, ela considerou usar um doador de esperma, o que Homer erroneamente pensou que significaria que Selma faria sexo com um robô. Depois de ser babá de Bart e Lisa por um dia, ela percebeu que não estava pronta para ter filhos e acabou adotando Jub-Jub, a iguana de estimação de sua falecida tia Gladys. Muito mais tarde, ela adotou uma menina chinesa, Ling. Durante o processo de adoção, Selma fingiu ser casada com Homer, já que o governo chinês só permite a adoção de crianças por casais casados. Depois que a fraude foi exposta, Selma conseguiu ficar com o bebê, pois uma dignitária chinesa (dublada por Lucy Liu), que também havia sido criada por um pai solteiro, tornou-se solidária.

#### Relacionamentos
Apesar de serem gêmeas idênticas, Patty e Selma têm históricos muito diferentes quando se trata de encontrar encontros. De acordo com Marge, Patty escolheu uma vida de celibato, enquanto Selma teve o celibato imposto a ela. Seus padrões são extremamente baixos, como evidenciado por seus comentários sobre o Sr. Burns: "Solteiro, hein? Bem, ele passa no Teste Selma."
Selma procurou ativamente um marido e foi casada com seis homens diferentes. Seu nome atual evoluiu para Selma Bouvier-Terwilliger-Hutz-McClure-Stu-Simpson-D'Amico. Seu primeiro casamento, com Robert "Sideshow Bob" Terwilliger, terminou quando seu plano de matá-la foi frustrado por Bart. Depois de um casamento fora das telas com Lionel Hutz, ela começou a namorar Troy McClure. Eles se casaram, mas ela logo descobriu que era apenas uma farsa impulsionar sua carreira decadente. Ela disse a ele que não estava disposta a trazer um bebê para um casamento sem amor e rompeu-o. Outro casamento invisível foi com Disco Stu, que foi anulado pelo Papa. Por um tempo ela namorou Abe Simpson, para horror de Homer e Patty. Apesar das objeções, os dois se casaram, mas perceberam que não daria certo devido à idade dele e ao trabalho dela, então desistiram. Seu marido mais recente é Fat Tony D'Amico, embora já fosse casado e considerasse Selma sua "gumare". Ficou implícito que Selma teve um segundo casamento fracassado com Sideshow Bob, dando-lhe um total de sete casamentos.
Uma pessoa que Selma se recusou a casar foi Apu Nahasapeemapetilon, porque ela disse que sua coleção de sobrenomes era longa o suficiente. No entanto, há evidências de que ela dormiu com Apu após o segundo casamento de Homer e Marge. Selma também namorou vários outros homens em Springfield, entre eles Hans Moleman, Moe Szyslak e, lamentavelmente, Barney Gumble. Ela foi rejeitada pelo Zelador Willie, que ao ver seu vídeo de namoro comentou "De volta ao Lago com você, Nessie".

## Caracterização

### Criação
O criador da série Matt Groening disse que sugeriu que Kavner dublasse Patty e Selma como personagens que "sugam a vida de tudo..." Al Jean disse que Kavner torna a voz de Patty mais masculina e com registro mais baixo, enquanto a voz de Selma é um pouco mais doce.

### Desenvolvimento
No episódio "There's Something About Marrying" de 2005 da décima sexta temporada, Patty revelou ser lésbica e se tornou a primeira personagem abertamente gay recorrente na série. Groening afirmou que a equipe queria considerar Patty gay porque retratá-la como uma "solteirona faminta de amor [...] parecia velho" no programa. Anteriormente, havia indícios sobre a orientação de Patty. Por exemplo, no episódio "Jaws Wired Shut" da décima terceira temporada, ela faz parte do carro alegórico "ficar no armário" da Parada do Orgulho Gay de Springfield, embora apenas sua voz tenha sido ouvida e ela não tenha sido vista.
De acordo com as publicações Zeek: A Jewish Journal of Thought and Culture e Value War: Public Opinion and the Politics of Gay Rights, foi a polêmica saída lésbica da personagem principal (interpretada por Ellen DeGeneres) na sitcom Ellen em 1997 que pavimentou o caminho para a aparição de Patty em "There's Something About Marrying", bem como para muitos outros personagens gays em outros programas de televisão. Em seu livro Queers in American Popular Culture, Jim Elledge observou que é possível que a equipe dos Simpsons tenha escolhido Patty para se assumir gay em vez de um personagem masculino porque as lésbicas eram "tradicionalmente consideradas mais aceitáveis" na televisão. Ela, no entanto, não "aderiu à fantasia lésbica masculina erotizada ou se encaixou no disfarce adorável e assexuado da comédia lésbica" que já havia sido vista em programas como Ellen. Em vez disso, Patty é "rude, grosseira e não tem vergonha de declarar suas preferências sexuais", e isso pode torná-la desagradável para alguns telespectadores, de acordo com Elledge.
Foi relatado muito antes da exibição do episódio em 2005 que um personagem importante se assumiria gay durante o episódio. Houve um amplo debate entre os fãs da série sobre quem seria o personagem. Muitos fãs e a imprensa suspeitavam de Patty porque ela não era vista com frequência namorando homens no programa. O tablóide The Sun revelou já em setembro de 2004 que a personagem que se assumiria seria Patty, embora isso tenha sido considerado um boato e o produtor executivo dos Simpsons, Al Jean, não tenha confirmado. As casas de apostas nos Estados Unidos e no Reino Unido fizeram apostas sobre qual personagem seria descoberto como homossexual - a BetUS estabeleceu probabilidades de quatro para cinco de que era Patty, enquanto Smithers tinha probabilidades de quatro para um e Ned Flanders tinha probabilidades de quinze para um. A BetUS disse que os jogadores fizeram mais de 900 apostas no lançamento em seu site. De acordo com o The Baltimore Sun, outra casa de apostas, Paddy Power, "parou de aceitar apostas porque muito dinheiro estava sendo colocado em [Patty]".
A primeira referência de Patty ser gay, no entanto, aconteceu muito antes deste episódio de 2005, remontando a 1993, na 4ª temporada, episódio 5: Treehouse of Horror III. neste episódio, Homer corre nu pela cozinha onde Marge, Patty e Selma estão comendo. Patty e Selma largaram seus garfos e Patty comentou: "Lá se vai o último fio remanescente da minha heterossexualidade". Como este é um episódio de Halloween, no entanto, os fãs podem não ter presumido que fosse canônico.